# John Tattersall

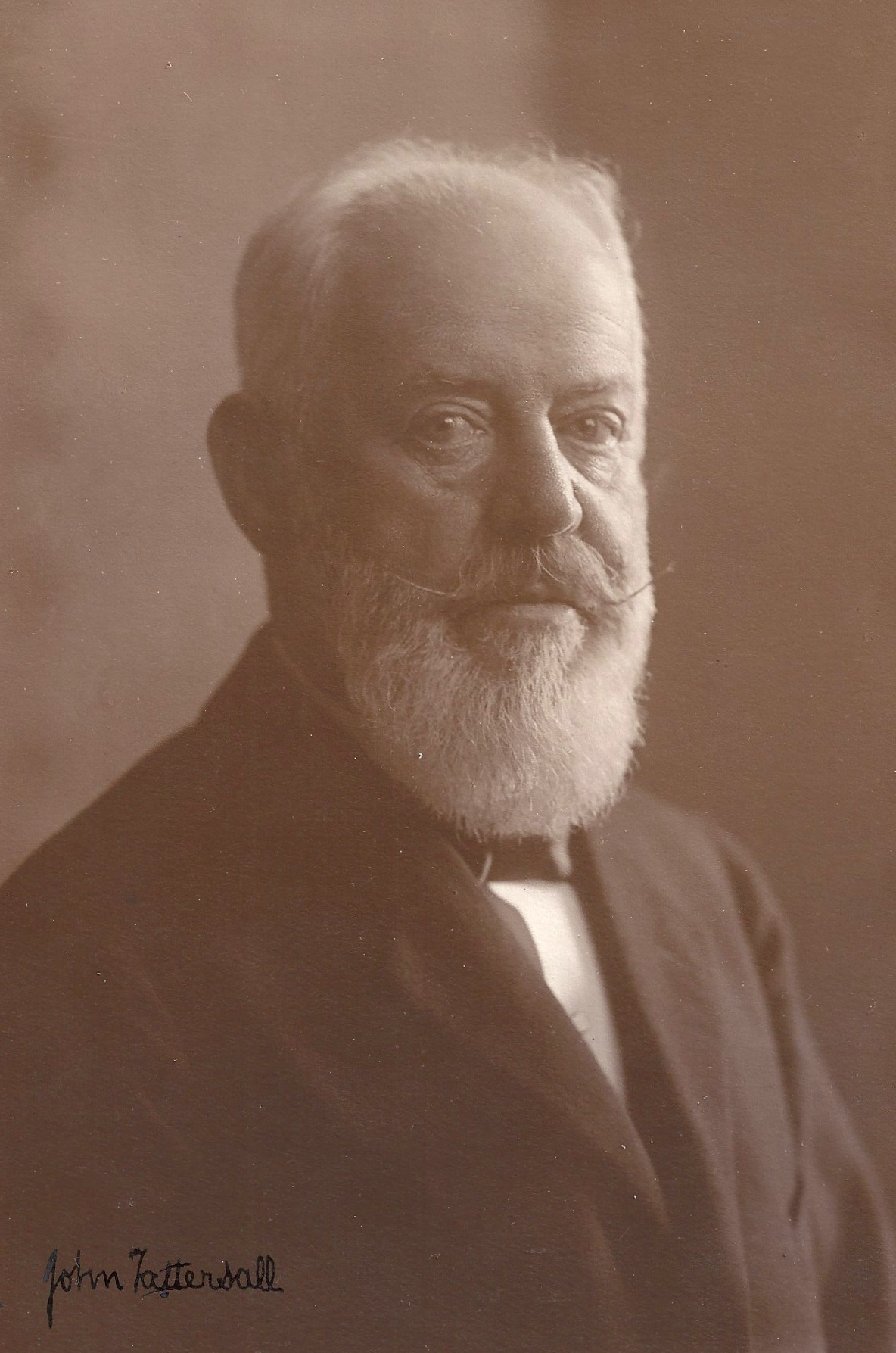
John Tattersall

John Tattersall, (Burnley (Lancashire), 21 april 1850 - Enschede, 18 april 1937) was een van oorsprong Engels industrieel, die een prominente rol heeft gespeeld in de textielindustrie en de ontwikkeling van de textiel in Nederland, waaronder Twente.

## Levensloop[1]
Tattersall werd in het victoriaans tijdperk geboren in Burnley in het Engelse graafschap Lancashire. Destijds was Burnley de katoenmetropool van de wereld. Het was tevens de tijd dat de stoommachine in opkomst was en de textielindustrie in Lancashire met de dag groeide. Het waren harde en zware tijden waarbij kinderarbeid aan de orde van de dag was.

Tussen de jaren 1870 en 1874 reisde John Tattersall met regelmaat vanuit Lancashire naar het oosten van Nederland om hier als agent van enkele Britse machinefabrikanten, zoals Butterworth & Dickinson, de Twentse textielfirma’s te bezoeken. In die tijd domineerden Britse textielmachines de wereldmarkt, andere productielanden waren afwezig of in opkomst. John Tattersall was naast economisch ook technisch zeer goed onderlegd, hetgeen al snel werd opgemerkt door de Twentse textielheren Blijdenstein, Scholten en ten Cate. In die tijd kwamen productielijnen veelvuldig stil te liggen door allerhande technische problemen. John Tattersall wist deze vaak ter plaatse te verhelpen of kwam met rigoureuze aanpassingen waardoor er een nieuwe kijk ontstond op de ontwerpen van de bestaande machines. Zijn ingenieuze kijk op de destijds voorhanden zijnde machines en techniek resulteerde in het besluit om zelf machines te gaan produceren.

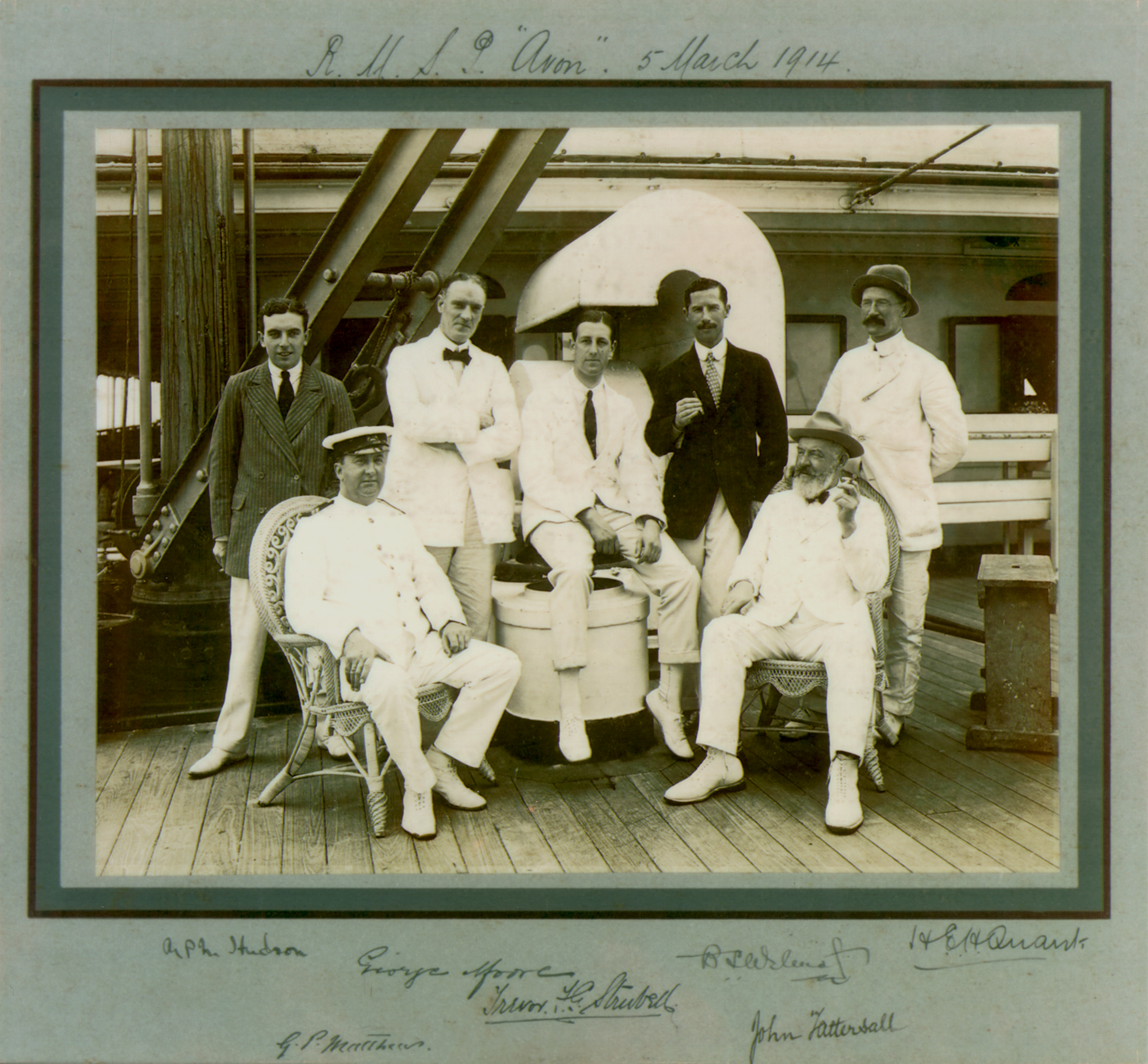
John Tattersall aan boord van de R.M.S. Avon, 5 maart 1914

In 1876 vestigde John Tattersall zich in Nederland en kocht een woonhuis aan de Hengelosestraat in Enschede. Daar stichtte hij samen met zijn halfbroer Richard Holdsworth (wethouder in Burnley), die in Engeland bleef werken en wonen, de firma Tattersall & Holdsworth. Ook de namen Globe Works en Globe Works Magazijnen waren aan deze firma verbonden.

### Huwelijken en familie
John Tattersall zijn huwelijk met Emma Parker werd door echtscheiding ontbonden in 1881. Zijn twee tienerzoons (het paar kreeg twee kinderen, Stephen en Thomas) waren inmiddels naar Enschede verhuisd om bij hun vader te gaan wonen. John Tattersall had een broer, Stephen (1855), en een zus Alice (1860). Alice is ongetrouwd gebleven en is later met haar broer John naar Enschede gegaan om de opvoeding van zijn twee kinderen op zich te nemen. In 1887 overleed Johns oudste zoon Thomas op 17-jarige leeftijd ten gevolge van een trap in zijn buik, opgelopen tijdens een voetbalwedstrijd bij PW. Zoon Stephen Tattersall begon in 1908 een eigen bedrijf als katoenagent, de Fa. S. Tattersall. John Tattersall hertrouwde in 1881 met Julie Ludin, van Duitse afkomst. Het paar kreeg drie kinderen, John Jr., Marie en Richard. Richard Tattersall trad na zijn studie in dienst bij Tattersall & Holdsworth NV en nam de directiezetel van zijn vader John over.

### Overlijden van John Tattersall
Op 18 april 1937 overleed John Tattersall op 87-jarige leeftijd in Enschede. Zijn begrafenis trok enkele duizenden bezoekers van over de gehele wereld. Foto’s hiervan zijn nog bewaard gebleven. John Tattersall is bijgezet in het familiegraf aan de Oosterbegraafplaats te Enschede. Zijn vrouw Julie overleed een jaar later, ook zij ligt hier begraven.

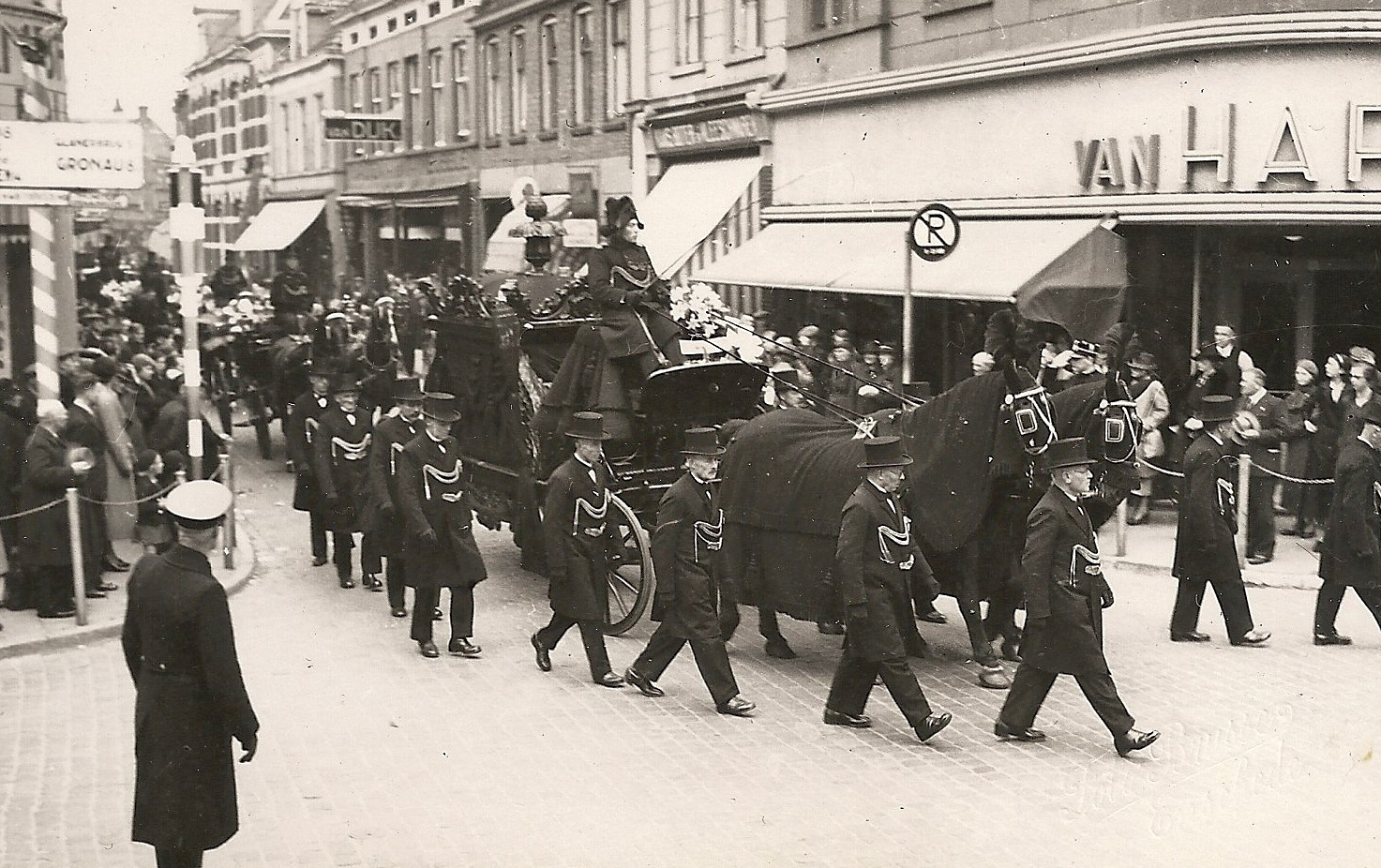
Uitvaart John Tattersall, Enschede 1937.

### Kunst
John Tattersall was naast econoom, fabrikant en fervent jager ook antiekliefhebber. In zijn leven heeft hij een bijzondere collectie kunst en antiek weten te verzamelen. Na zijn dood heeft er een veiling plaatsgevonden waar zo’n 200 grote meesters waaronder van Ruijsdael, Israëls en van Bredael zijn geveild. In het gemeentehuis van Enschede zijn nog enkele grote mingvazen en een staand horloge te zien die bij de opening door John Tattersall zijn geschonken. In het Rijksmuseum staan nog enkele grote horloges die afkomstig waren uit het kantoor van John Tattersall. Vele kunstwerken zijn de afgelopen decennia wereldwijd te bezichtigen geweest in diverse musea. Ook in museum de Museumfabriek (voorheen Twentse Welle) is een grote collectie te bezichtigen, uiteenlopend van kunst tot machines, geschonken en/of in bruikleen gegeven door de familie.

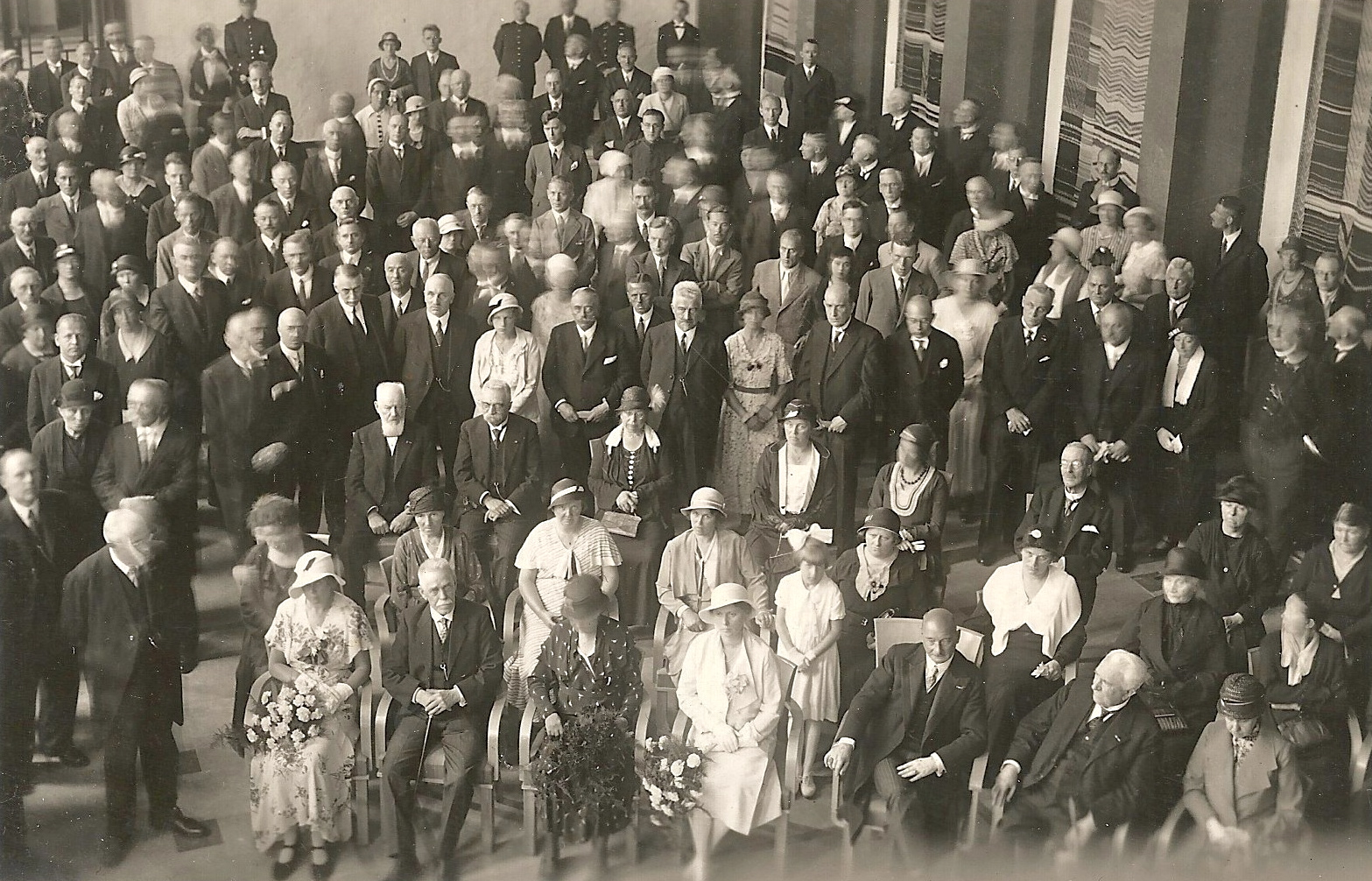
John Tattersall bij de opening van het nieuwe stadhuis te Enschede.

### Landgoederen
Het was voor de fabrikanten in die tijd erg gewoon om gronden te "verzamelen", bij voorkeur aaneengesloten landerijen die konden dienen voor de jacht. John Tattersall had diverse landerijen rond Enschede, Lonneker, Weerselo, Oldenzaal en Hengelo. Het bekendste gebied is wel luchthaven Twente. Tussen 1880 en 1897 kocht John Tattersall heidegronden in de driehoek Enschede-Weerselo-Lonneker, ook wel bekend als De Greftenberghoek. Dit werd vervolgens in enkele jaren "omgetoverd" tot een Engels landschapspark met oprijlanen, een jachthuis en diverse tuinen met vijverpartijen. De naam van dit landgoed werd ’t Slöttelmös. In de jaren twintig werd John Tattersall benaderd door toenmalig KLM-directeur en -oprichter Albert Plesman met de vraag of hij een stuk land wilde verkopen voor het aanleggen van een start en landingsbaan. Na een akkoord tussen John Tattersall en Albert Plesman werd de eerste aanleg van de luchthaven een feit. De gronden rondom de luchthaven bleven in eigendom van John Tattersall tot 1940. Na de oorlog werd slechts een klein deel van het landgoed aan de familie teruggegeven door de Nederlandse staat. Landgoed ’t Slöttelmös is nog steeds in familiebezit bij Johns achterkleinzoon Frederik Richard Tattersall.

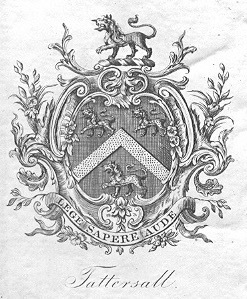
Het wapen van de familie Tattersall

## Functies
- Directeur Tattersall & Holdsworth NV
- Directeur Société Cotonnière Belge-Brésilienne

## Onderscheidingen
Voor zijn jarenlange inzet op het gebied van verbeteringen in de textielindustrie alsmede voor zijn inzet als directeur van de Société Cotonnière Belge-Brésilienne is John Tattersall op tachtigjarige leeftijd benoemd tot officier in de orde van Oranje Nassau en officier in de orde van Leopold II.

## De fabriek
De machinefabriek Tattersall & Holdsworth was gevestigd aan de Oldenzaalsestraat te Enschede. In Gronau (Duitsland) en Rotterdam stonden de magazijnen.

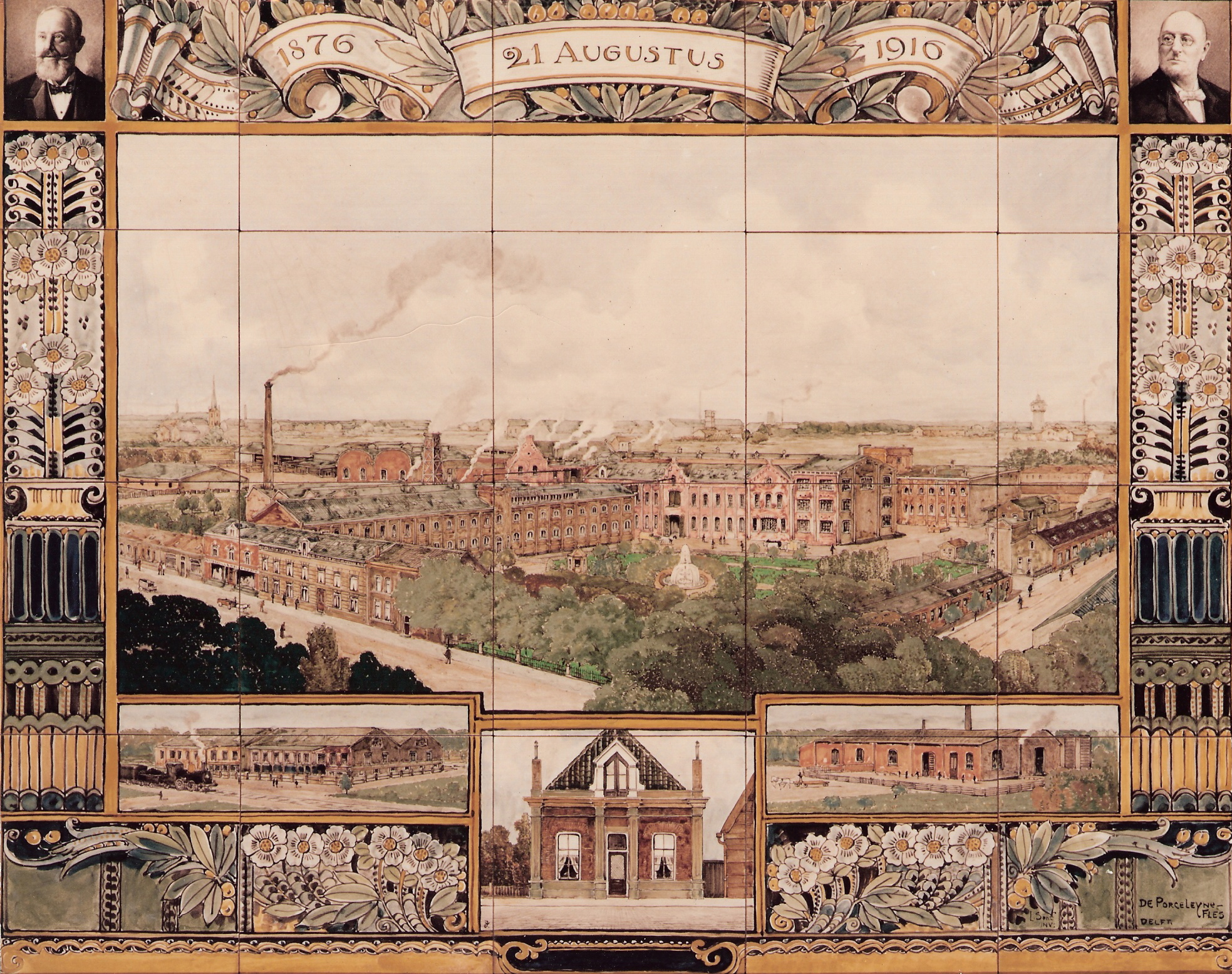
Tattersall & Holdsworth NV, Delfts tegel tableau. Cadeau van het personeel aan de directie van Tattersall. Aanwezig in de collectie van de MuseumFabriek, Enschede.

### Tattersall & Holdsworth na de dood van John Tattersall
Na de dood van John Tattersall in 1937 kwam zijn zoon Richard Tattersall (Sr.) aan het roer, hij was toen al enige jaren directeur van de fabriek. De oudste zoon van Richard Tattersall, Ir. Frits André Tattersall, kwam na zijn studie in Delft in de fabriek van zijn vader werken als ingenieur. Eind jaren veertig nam hij de directiezetel van zijn vader over, tot het sluiten van de fabriek in 1972. Vele machines die vandaag de dag nog worden gebruikt in de textielindustrie zijn ontworpen door John & Ir. Frits André Tattersall.

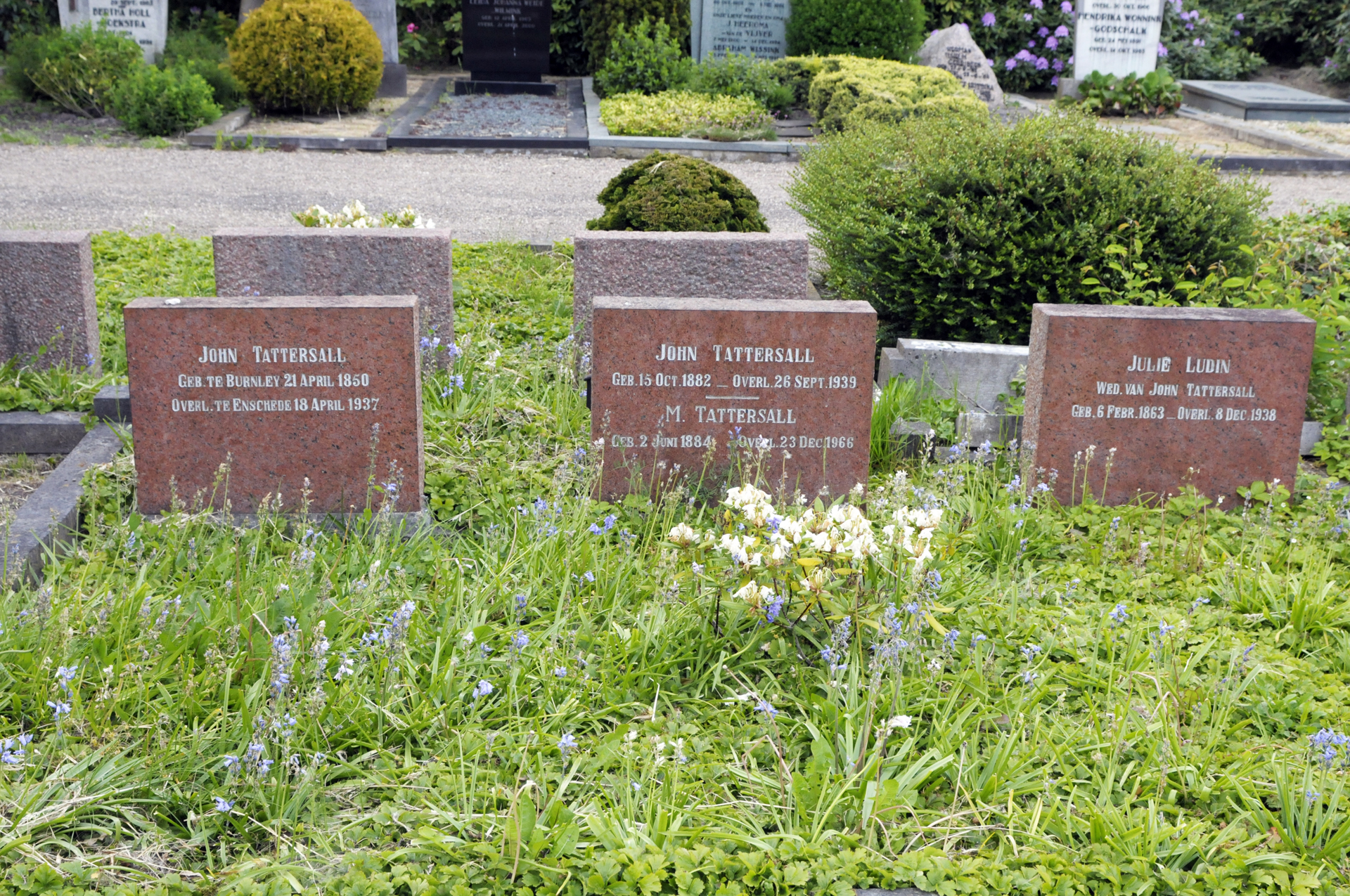
Graf John Tattersall Oosterbegraafplaats Enschede foto Erik Schaddelee